# Max Linder Panorama
Le cinéma Max Linder Panorama est une des dernières salles des grands boulevards parisiens et la dernière mono-écran panoramique. Il est situé au 24, boulevard Poissonnière dans le 9e arrondissement de Paris. Il appartient à Claudine Cornillat et est programmé par elle-même.

## Historique

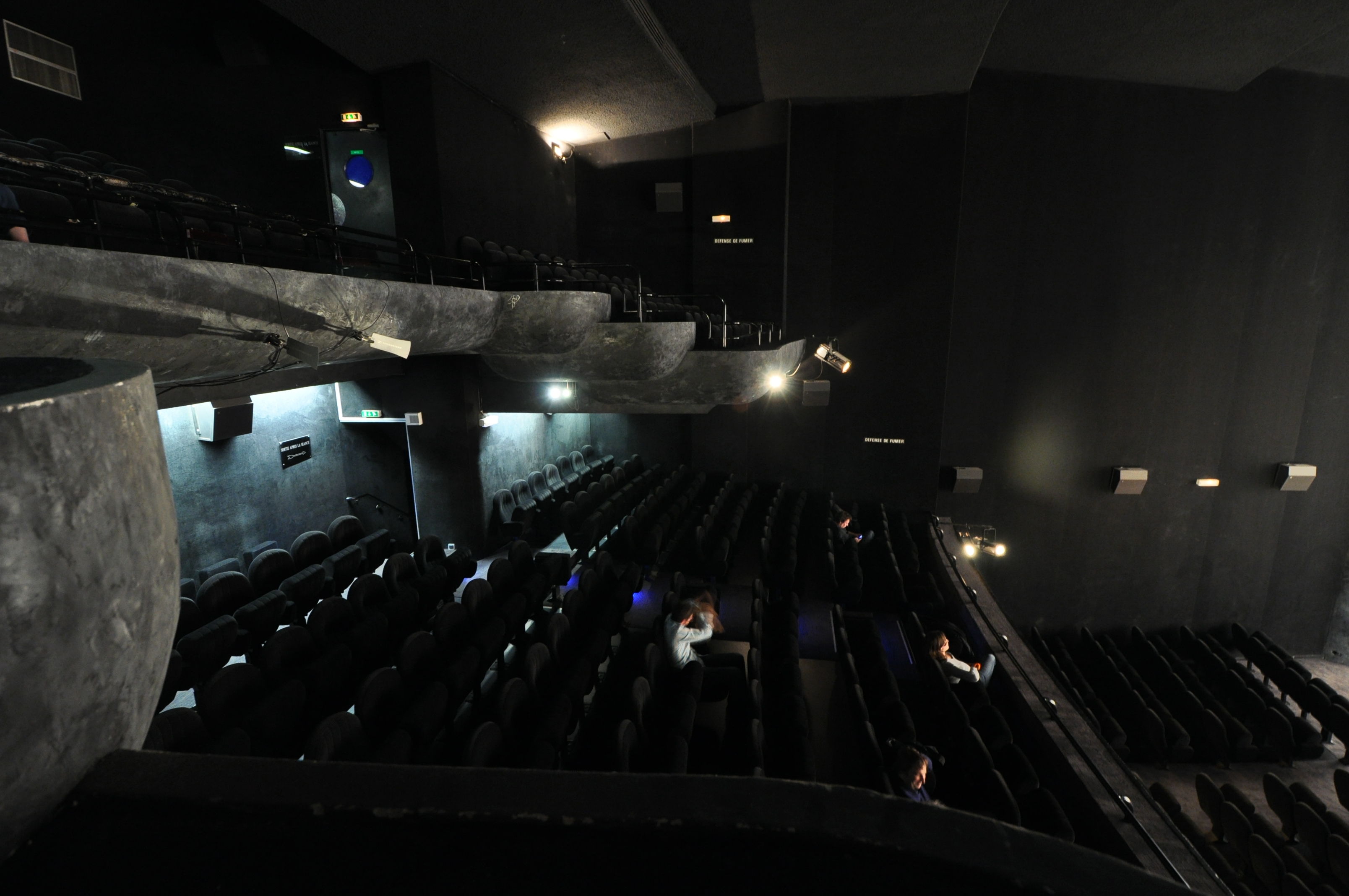
La salle en 2010.

### Les débuts du Max Linder
La salle est achetée en 1914 par l'acteur burlesque Max Linder qui l'inaugure le 21 mars 1919. Le Kosmorama devient alors le Ciné Max Linder qui se présente comme l’une des salles de cinéma les plus modernes d’Europe. Le cinéma est repris par Pathé en 1932, puis rénové en 1957, mais la société Parafrance qui l'exploite fait faillite en 1984.

### Le Max Linder Panorama
Une autre époque commence. La jeune équipe de l'Escurial (Vincent Minili, Brigitte Aknin, Dominique Erenfrid et Jean-Jacques Zilbermann) décide alors de racheter le Max Linder pour en faire une salle d'exception et d'événements.
L'ancienne salle est détruite pour faire place à une salle plus grande, avec écran panoramique, conçue par Georges Peynet. Le Max Linder Panorama est né, doté d'un bar, d'une salle en trois niveaux (orchestre, mezzanine et balcon pour un total de 616 places) où se mêlent passé (les volumes du hall et de la salle évoquent les années 1930) et futur.
Le Max Linder Panorama a été une des premières salles parisiennes agréées THX. Elle a aussi utilisé le système LC Concept. Pour une meilleure immersion dans le film, la salle est entièrement recouverte de velours et de peinture noirs. Lors de la réouverture, au dos de chaque siège figurait un titre de film, gravé sur une petite plaque. Ces plaques ont depuis été volées, devenues de véritables trophées, le succès du lieu aidant.
La première séance a lieu le vendredi 27 novembre 1987 avec Le Dernier Empereur présenté en 70mm. Durant les quelques mois qui suivent sa réouverture, le court métrage documentaire Movie-Palace (Bernard Pavelek), mixé en THX, présente l'ancien Max-Linder, ainsi que les travaux de transformation, le film est projeté en première partie de programme.
Acquis en 1998 par le groupe Kinépolis, il est revendu en 2004 à Claudine Cornillat, l'actuelle gérante.

### L'acquisition par Claudine Cornillat
Le cinéma est alors restauré, les murs du hall sont ornés de stucs de l'artiste Stephen Torton (ex-assistant de Jean-Michel Basquiat).
La cabine s'équipe, notamment, d'un projecteur numérique dCinema 2K Barco DP-100 qui sera remplacé en décembre 2009 par un Barco DP-3000 pour la sortie de Avatar en 3-D.
En 2013, pour la sortie de Samsara en 4K le Max Linder s'équipe d'un projecteur DLP CINEMA 4K Christie CP4230.

## Événements
La salle propose des festivals en partenariat avec les Cahiers du cinéma et a accueilli de septembre 2005 à 2006 le Forum des Images pour les Cinés-Mardy, soirées pendant lesquelles l'animation des cinémas des années 1950 était revisitée (bandes annonces, spectacles vivants et films culte).
Depuis le 10 décembre 2011, avec la Nuit Retour vers le Futur le Max Linder, en partenariat avec David Oghia et son équipe, organise chaque mois une NUIT AU MAX où sont projetés des avant-premières et des films classiques.
Depuis 2016, en décembre, le PIFFF (Paris International Fantastic Film Festival) s'installe au Max Linder et attire chaque année de plus en plus de spectateurs grâce à des projections de films inédits.
Du 29 novembre au 5 décembre 2017, le cinéma fête les trente ans de sa nouvelle salle autour d'une programmation d'avant-première et de reprises prestigieuses.
La salle accueille pour sa 13e édition le PIFF du 4 décembre 2024 au 10 décembre 2024. Une année dédiée au cinéma d’horreur. L'occasion pour le réalisateur et scénariste François Descraques de présenter son nouveau long métrage Mortelle Raclette et d'également rendre hommage à la musicienne ALBA, devant plus de 55 700 personnes.

## Données techniques

### Capacité de la salle
- Capacité actuelle : 557 places
  - Balcon : 108 places
  - Mezzanine : 185 places
  - Orchestre : 264 places
- Capacité originale : 616 places
  - Balcon : 122 places
  - Mezzanine : 199 places
  - Orchestre : 295 places

### Projection
- Taille de l'écran : 16,00 m x 6,70 m soit 107 m2 au format 2,39/1 (CinemaScope) pour une diagonale de 17,34 m (682 pouces)
- Distance de projection : 23,30 m

- Projecteurs :
  - Projecteur 35 mm : Kinoton FP30E
  - Projecteur numérique dCinema 4K : Christie CP-4230 couplé à un serveur Doremi Showvault
    - Librairie SmartJog

### Son
- Processeurs son : DaTaSat AP20, Dolby DMA8 et CP650, dts XD10
- Formats supportés :
  - Supports numériques : 4xAES 5.1, 4xAES 6.1, 4xAES 7.1, 1xAES Dolby E, 1xAES LtRt.
  - 35 mm optique analogique : Monophonique (Canal central écran), Dolby Stéréo A-Type et Spectral Recording (3 canaux écran, 1 canal surround, 1 canal SubWoofer)
  - 35 mm optique numérique : Dolby Digital (SR•D, SR•D-EX*), Digital Theater System (dts, dts-ES*) (3 canaux écran, 2 ou 3* canaux surround, 1 canal SubWoofer)

- Diffusion :
  - Amplification : QSC et Crest
  - Haut-parleurs : JBL

## Accès
Ce site est desservi par la station de métro Grands Boulevards (sortie #1).